# Jeff Malott
Jeffrey "Jeff" Malott, född 7 augusti 1996, är en kanadensisk professionell ishockeyforward som är kontrakterad till Winnipeg Jets i National Hockey League (NHL) och spelar för Manitoba Moose i American Hockey League (AHL).
Han har tidigare spelat för Florida Everblades i ECHL och Cornell Big Red i National Collegiate Athletic Association (NCAA).
Malott blev aldrig NHL-draftad.

## Statistik
| 2013–2014   | Caledonia Corvairs | GOJHL       | 48  | 15 | 19 | 34 | 29  | 14 | 4 | 5 | 9  | 38 |
| 2014–2015   | Brooks Bandits     | AJHL        | 53  | 6  | 14 | 20 | 88  | 20 | 2 | 2 | 4  | 10 |
| 2015–2016   | Brooks Bandits     | AJHL        | 46  | 25 | 35 | 60 | 70  | 13 | 4 | 8 | 12 | 6  |
| 2016–2017   | Cornell Big Red    | NCAA        | 30  | 6  | 3  | 9  | 40  | —  | — | — | —  | —  |
| 2017–2018   | Cornell Big Red    | NCAA        | 28  | 6  | 11 | 17 | 56  | —  | — | — | —  | —  |
| 2018–2019   | Cornell Big Red    | NCAA        | 27  | 6  | 8  | 14 | 27  | —  | — | — | —  | —  |
| 2019–2020   | Cornell Big Red    | NCAA        | 29  | 6  | 7  | 13 | 12  | —  | — | — | —  | —  |
| 2020–2021   | Manitoba Moose     | AHL         | 34  | 14 | 6  | 20 | 35  | —  | — | — | —  | —  |
|             | Florida Everblades | ECHL        | 4   | 1  | 0  | 1  | 0   | —  | — | — | —  | —  |
| 2021–2022   | Winnipeg Jets      | NHL         | 1   | 0  | 0  | 0  | 2   | —  | — | — | —  | —  |
|             | Manitoba Moose     | AHL         | 46  | 18 | 10 | 28 | 40  | —  | — | — | —  | —  |
| NHL totalt  | NHL totalt         | NHL totalt  | 1   | 0  | 0  | 0  | 2   | —  | — | — | —  | —  |
| AHL totalt  | AHL totalt         | AHL totalt  | 80  | 32 | 16 | 48 | 75  | —  | — | — | —  | —  |
| NCAA totalt | NCAA totalt        | NCAA totalt | 114 | 24 | 29 | 53 | 135 | —  | — | — | —  | —  |